# Liste d'emaki

Le tableau ci-dessous présente la liste des emaki du patrimoine culturel japonais ayant subsisté de nos jours.

## Emakiet le patrimoine culturel
Un emaki se compose d’un ou plusieurs longs rouleaux de papier narrant une histoire au moyen de textes et de peintures de style yamato-e. Le lecteur découvre le récit en déroulant progressivement les rouleaux avec une main tout en le ré-enroulant avec l’autre main, de droite à gauche (selon le sens d’écriture du japonais), de sorte que seule une portion de texte ou d’image d’une soixantaine de centimètres est visible. La narration suppose un enchaînement de scènes dont le rythme, la composition et les transitions relèvent entièrement de la sensibilité et de la technique de l’artiste. Les thèmes des récits étaient très variés : illustrations de romans, de chroniques historiques, de textes religieux, de biographies de personnages célèbres, d’anecdotes humoristiques ou fantastiques… L'origine de ces emaki remonte aux échanges avec l'Empire chinois vers le VIe siècle ou VIIe siècle, notamment via l'import de sutras illustrés. Le plus ancien emaki ayant subsisté de nos jours, le Sūtra illustré des Causes et des Effets, est d'ailleurs une copie du VIIIe siècle d'œuvres chinoises anciennes.
Cette forme d'art ancienne et éminemment japonaise a produit plusieurs œuvres remarquables célébrées dans le patrimoine culturel du Japon. Les biens inscrits au patrimoine peuvent bénéficier de plusieurs niveaux de protection. Les plus inestimables sont classés trésors nationaux, le plus haut niveau de protection possible. Dans la liste ci-dessous, vingt-deux emaki bénéficient de cette protection. L’échelon inférieur correspond aux biens culturels importants, dont la liste comprend quelque quatre-vingts exemplaires. En sus de ces deux niveaux de protection existent des biens culturels classés au niveau préfectoral, puis communal (non inclus dans cette liste).
Certains emaki remarquables sont de nos jours exposés dans des collections étrangères et ne peuvent pas conséquents pas être classés au patrimoine japonais. Ils sont inclus dans la liste dans la mesure où ils sont exposés dans des musées prestigieux et font l'objet d'analyses spécifiques (par exemple le Kibi Daijin nittō emaki du musée des beaux-arts de Boston).

## Liste
Notes :
- Hormis si elles présentent un intérêt particulier, les copies ou versions alternatives d'un emaki, parfois nombreuses, ne sont pas listées (par exemple la liste n'inclut qu'une seule entrée pour les Rouleaux enluminés de la procession nocturne des cent démons bien qu'il existe une soixantaine de versions ou copies de cette œuvre).
- Pour les genres d'emaki utilisés dans le tableau, voir les définitions données sur l'article général.

| Titre | Version (si plusieurs notables)  | Auteurs | Date de création                            | Nombre de rouleaux | Genre               | Protection              | Lieu | Commentaire | Sources |
| --- | -------------------------------- | --- | ------------------------------------------- | ------------------ | ------------------- | ----------------------- | --- | --- | ------- |
| Sūtra illustré des Causes et des Effets (絵因果経, E inga kyō)                                                                 |                                  | | VIIIe                                       | 4                  | kyu-ten             | Trésor national         | Jōbon Rendai-ji, Daigo-ji (Hōon-in), université des arts de Tokyo, musée national de Nara, collections privées             | Plus ancien emaki subsistant, copié de rouleaux chinois. Plusieurs versions existaient.                                                          | ,       |
| Rouleaux illustrés du Dit du Genji (源氏物語絵巻, Genji monogatari emaki)                                                      | Version originale                | | 1120-1140                                   |                    | monogatari          | Trésor national         | Musée d'art Tokugawa, musée Gotoh                                                                                          | Plus ancien emaki existant (hormis les copies de rouleaux chinois). L'œuvre originale comptait 30 rouleaux, dont seuls des fragments subsistent. | ,       |
| Rouleaux illustrés du Dit du Genji (源氏物語絵巻, Genji monogatari emaki)                                                      | Version Habukyō                  | | XIVe siècle                                 | 1                  | monogatari          | Bien culturel important | Musée d'art Tokugawa | | [ 9 ]   |
| Rouleaux des légendes du mont Shigi (信貴山縁起絵巻, Shigi-san engi emaki)                                                     |                                  | | XIIe siècle (vers 1157-1180)                | 3                  | engi                | Trésor national         | Musée national de Nara | Plus ancien emaki subsistant de style otoko-e | ,       |
| Rouleaux illustrés de la fondation du Kokawa-dera (粉河寺縁起絵巻, Kokawa-dera engi emaki)                                     |                                  | | XIIe siècle (seconde moitié)                | 1                  | engi                | Trésor national         | Musée national de Kyoto | Partiellement brûlé | ,       |
| Rouleaux enluminés du grand conseiller Tomo no Yoshio (伴大納言絵詞, Ban dainagon ekotoba)                                     |                                  | | XIIe siècle (seconde moitié)                | 3                  | setsuwa             | Trésor national         | Musée d'art Idemitsu | Exemplifie l'évolution du style pictural des emaki à la fin du XIIe siècle mêlant onna-e et otoko-e                                              | ,       |
| Roman enluminé de Nezame (寝覚物語絵巻, Nezame monogatari emaki)                                                               |                                  | | XIIe siècle (seconde moitié)                | 1                  | monogatari          | Trésor national         | Musée d'art japonais Yamato Bunkakan                                                                                       | Seule une partie de l'œuvre subsiste | ,       |
| Rouleau des êtres affamés (餓鬼草紙, Gaki zōshi)                                                                               |                                  | | XIIe siècle (seconde moitié)                | 2                  | zōshi               | Trésor national         | Musée national de Kyoto, Musée national de Tokyo                                                                           | | [ 18 ]  |
| Rouleau des maladies (病草紙, Yamai no sōshi)                                                                                  |                                  | | XIIe siècle (seconde moitié)                | 1                  | zōshi               | Trésor national         | Musée national de Kyoto, collections privées                                                                               | Fragmentés de nos jours | [ 19 ]  |
| Rouleaux des enfers (地獄草紙, Jigoku-zōshi)                                                                                   | Version Tokyo                    | | XIIe siècle (fin)                           | 1                  | zōshi               | Trésor national         | Musée national de Tokyo | D'autres rouleaux existaient peut-être | [ 20 ]  |
| Rouleaux des enfers (地獄草紙, Jigoku-zōshi)                                                                                   | Version Nara                     | | XIIe siècle (fin)                           | 1                  | zōshi               | Trésor national         | Musée national de Kyoto | | [ 21 ]  |
| Rouleaux des enfers (地獄草紙, Jigoku-zōshi)                                                                                   | Version Masuda                   | | XIIe siècle (fin)                           | 1                  | zōshi               | Trésor national         | Musée national de Nara | Aujourd'hui détaché en plusieurs parties, dont les Peintures pour chasser les démons (TN)                                                        | [ 22 ]  |
| Rouleaux des caricatures d'animaux (鳥獣人物戯画, Chōjū-giga)                                                                  |                                  | | XIIe siècle (fin), XIIIe siècle             | 4                  | autres              | Trésor national         | Musée national de Tokyo, musée national de Kyoto, musée Miho                                                               | Deux rouleaux datent du XIIe siècle, les deux autres du XIIIe siècle. Plus ancien emaki à l'encre sans couleur connu.                            | ,       |
| Rouleau des Cinquante-Cinq Lieux du sūtra Avatamsaka (紙本著色華厳五十五所絵巻, Kegon gojūgo-sho emaki)                        |                                  | | XIIe siècle (fin)                           | 1                  | kyu-ten             | Trésor national         | Tōdai-ji | | ,       |
| Rouleau enluminé des gardes impériaux (随身庭騎絵巻, Zuijin teiki emaki)                                                       |                                  | Fujiwara no Nobuzane (peintre, incertain) | 1247 (environ)                              | 1                  | nise-e              | Trésor national         | Musée d'art d'Okura | | ,       |
| Rouleaux illustrés sur la fondation du sanctuaire Kitano (北野天神縁起, Kitano Tenjin engi emaki)                              | Version Jōkyū                    | | 1219                                        | 9                  | engi                | Trésor national         | Kitano Tenman-gū | Le 9e rouleau ne nous est pas parvenu | ,       |
| Rouleaux illustrés sur la fondation du sanctuaire Kitano (北野天神縁起, Kitano Tenjin engi emaki)                              | Version Kōan                     | Tosa Yukimitsu (peintre) | 1278                                        | 2                  | engi                | Bien culturel important | Kitano Tenman-gū, musée national de Tokyo                                                                                  | | [ 31 ]  |
| Rouleaux illustrés sur la fondation du sanctuaire Kitano (北野天神縁起, Kitano Tenjin engi emaki)                              | Version Matsuzaki                | Dōchō (peintre), Ryūshin (peintre) | 1311                                        | 6                  | engi                | Bien culturel important | Hōfu Tenman-gū | | [ 32 ]  |
| Rouleaux illustrés sur la fondation du sanctuaire Kitano (北野天神縁起, Kitano Tenjin engi emaki)                              | Version de Tosa Mitsunobu        | Tosa Mitsunobu | 1503                                        | 3                  | engi                | Bien culturel important | Kitano Tenman-gū | | [ 33 ]  |
| Rouleaux illustrés sur la fondation du sanctuaire Kitano (北野天神縁起, Kitano Tenjin engi emaki)                              | Version du Taisan-ji             | | XIIIe siècle (fin)                          | 5                  | engi                |                         | Metropolitan Museum of Art                                                                                                 | | [ 34 ]  |
| Rouleaux illustrés du Dit de Heiji (平治物語絵巻, Heiji monogatari emaki)                                                      |                                  | | XIIIe siècle (seconde moitié)               | 3                  | monogatari          | Trésor national         | Musée national de Tokyo, musée d'art Seikadō Bunko, musée des beaux-arts de Boston                                         | L'œuvre originale devait compter entre 10 et 15 rouleaux. Des fragments d'un probable quatrième rouleau ont été retrouvés.                       | ,       |
| Rouleaux enluminés des fondateurs de la secte Kegon (華厳縁起, Kegon engi emaki)                                               |                                  | | XIIIe siècle                                | 6                  | engi                | Trésor national         | Musée national de Kyoto, musée national de Tokyo                                                                           | Plusieurs autres rouleaux devaient exister | ,       |
| Rouleaux enluminés des antécédents du Taima mandala (当麻曼荼羅緣起, Taima mandala engi)                                       |                                  | Sumiyoshi Keion (peintre, incertain) | XIIIe siècle                                | 2                  | engi                | Trésor national         | Kōmyō-ji | | [ 40 ]  |
| Rouleaux enluminés du journal intime de Murasaki Shikibu (紫式部日記絵巻, Murasaki Shikibu nikki emaki)                        |                                  | | XIIIe siècle                                | 4                  | nikki               | Trésor national         | Musée Gotoh, musée d'art Fujita, collection privées                                                                        | Fragmentaire de nos jours, d'autres rouleaux devaient exister                                                                                    | ,       |
| Biographie illustrée du moine itinérant Ippen (一遍上人絵伝, Ippen shōnin eden)                                                | Ippen hijiri-e                   | En-I (peintre), Shōkai (éditeur) | 1299                                        | 12                 | eden                | Trésor national         | Kankikō-ji (11 rouleaux), musée national de Tokyo (1 rouleau)                                                              | Sur soie. Montre de l'influence de la peinture de la Chine des Song sur les emaki                                                                | ,       |
| Biographie illustrée du moine itinérant Ippen (一遍上人絵伝, Ippen shōnin eden)                                                | Yugyō shōnin engi-e              | Sōshun (éditeur) | 1304-1307                                   | 10                 | eden                |                         | | Disparu, reste des copies ultérieures | [ 44 ]  |
| Biographie illustrée du révérend Hōnen (法然上人絵伝, Hōnen shōnin eden)                                                       | Version du Chion-in              | Shunshō (éditeur), Tosa Yoshimitsu (peintre) | 1307                                        | 48                 | eden                | Trésor national         | Chion-in | Plus grand nombre de rouleaux connu pour un emaki                                                                                                | ,       |
| Biographie illustrée du révérend Hōnen (法然上人絵伝, Hōnen shōnin eden)                                                       | Version du Zōjō-ji               | | XIIIe siècle (seconde moitié)               | 2                  | eden                | Bien culturel important | Zōjō-ji | | [ 47 ]  |
| Biographie illustrée de Xuanzang (玄奘三蔵絵, Genjō Sanzō-e)                                                                   |                                  | Takashina Takakane (peintre, incertain) | XIVe siècle (première moitié)               | 12                 | eden                | Trésor national         | Musée d'art Fujita | Probablement basé sur une œuvre disparue du début de l'époque de Kamakura.                                                                       | ,       |
| Rouleaux illustrés des Trente-six grands poètes (三十六歌仙絵, Sanjūroku kasen emaki)                                          |                                  | Fujiwara no Nobuzane (peintre, incertain) | 1233                                        | 2                  | nise-e              | Bien culturel important | Collections privées | Seuls des fragments subsistent. D'autres versions existent                                                                                       | [ 50 ]  |
| Rouleaux illustrés des Contes d'Ise (伊勢物語絵巻, Ise monogatari emaki)                                                       | Version hakubyō                  | | XIIIe siècle (milieu)                       | 1                  | monogatari          |                         | Plusieurs collections | 19 fragments subsistants | ,       |
| Rouleaux illustrés des Contes d'Ise (伊勢物語絵巻, Ise monogatari emaki)                                                       | Version Kubo                     | | XIVe siècle (première moitié)               | 1                  | monogatari          | Bien culturel important | Musée des Beaux-Arts Kubosō                                                                                                | 9 fragments subsistants | ,       |
| Rouleaux illustrés des Contes d'Ise (伊勢物語絵巻, Ise monogatari emaki)                                                       | Version Ihon                     | | XIVe siècle (première moitié)               | 1                  | monogatari          |                         | | Disparu, subsiste une copie de Kanō Osanobu datant du XIXe siècle                                                                                | [ 51 ]  |
| Rouleaux illustrés du Dit de Hōgen (保元物語絵巻, Hōgen monogatari emaki)                                                      |                                  | | XIIIe siècle                                | 15                 | monogatari          |                         | | Œuvre disparue, évoquée dans des documents historiques                                                                                           | [ 55 ]  |
| Biographie illustrée du moine Saigyō (西行物語絵巻, Saigyō monogatari emaki)                                                   | Version originale                | Tosa no Tsunetaka (peintre), Fujiwara no Tameie (calligraphe) | XIIIe siècle                                | 2                  | eden                | Bien culturel important | Musée d'art Tokugawa, musée Mannō                                                                                          | | ,       |
| Biographie illustrée du moine Saigyō (西行物語絵巻, Saigyō monogatari emaki)                                                   | Version Hisamatsu (habukyō)      | | 1496 (environ)                              | 4                  | eden                |                         | Collection privée | Plusieurs rouleaux ont dû être perdus | [ 56 ]  |
| Biographie illustrée du moine Saigyō (西行物語絵巻, Saigyō monogatari emaki)                                                   | Version Uneme-bon                | Kaida Uneme no Suke, Minamoto no Sukeyasu | 1500                                        |                    | eden                |                         | | Œuvre disparue, subsiste des copies partielles                                                                                                   | [ 56 ]  |
| Biographie illustrée du moine Saigyō (西行物語絵巻, Saigyō monogatari emaki)                                                   | Version de Tawaraya Sōtatsu      | Tawaraya Sōtatsu (peintre), Karasumaru Mitsuhiro (calligraphe) | XVIIe siècle                                | 4                  | eden                | Bien culturel important | Collection privée | Copie de la version Uneme-bon | [ 58 ]  |
| Rouleau illustré des douze nidānas (十二因縁絵巻, Jūni innen emaki)                                                            |                                  | | XIIIe siècle                                | 1                  | kyu-ten             | Bien culturel important | Musée Nezu | | ,       |
| Rouleau illustré de la butte du Shōgun (将軍塚絵巻, Shōgun-zuka emaki)                                                         |                                  | | XIIIe siècle                                | 1                  | engi                | Bien culturel important | Kōzan-ji | | ,       |
| Illustrations de beaux bœufs (駿牛図断簡, Sungyū ekotoba)                                                                      |                                  | | XIIIe siècle                                | 1                  | nise-e              | Bien culturel important | Musée national de Tokyo, musée Gotoh, musée d'art Fujita, Cleveland Museum of Art, Seattle Art Museum, collections privées | Seuls 8 fragments subsistent | ,       |
| Biographie illustrée de Rajū Sanzō (羅什三蔵絵伝, Rajū Sanzō eden)                                                             |                                  | | XIIIe siècle                                | 1                  |                     | Bien culturel important | Collection privée | | [ 65 ]  |
| Rouleau d'herbes médicinales (馬医草紙絵巻, Bai sōshi)                                                                         |                                  | | XIIIe siècle                                | 1                  | zōshi               | Bien culturel important | Musée national de Tokyo | Plusieurs autres versions existent | [ 66 ]  |
| Rouleaux de portraits des nobles à la cour (公家列影図, Kuge retsuei zu)                                                       |                                  | | XIIIe siècle                                | 1                  | nise-e              | Bien culturel important | Musée national de Kyoto | | [ 67 ]  |
| Rouleau illustré du prêtre Nōe (能恵法師絵巻, Nōe Hōshi ekotoba)                                                               |                                  | | XIIIe siècle                                | 1                  | eden                | Bien culturel important | Kōryū-ji | Un second rouleau a disparu | [ 68 ]  |
| Rouleaux illustrés des invasions mongoles (蒙古襲来絵詞, Mōko shūrai ekotoba)                                                  |                                  | | 1275-1293                                   | 2                  | kassen              | Bien culturel important | Musée des collections impériales                                                                                           | | [ 69 ]  |
| Rouleaux illustrés des légendes des divinités du sanctuaire Sannō (山王霊験記絵巻, Sannō reigen ki)                            | Version du Hie-jinja             | | 1288                                        | 1                  | engi                | Bien culturel important | Hie-jinja | | [ 70 ]  |
| Rouleaux illustrés des légendes des divinités du sanctuaire Sannō (山王霊験記絵巻, Sannō reigen ki)                            | Version de Rokkaku Jakusai       | Rokkaku Jakusai (peintre) | XVe siècle                                  | 4                  | engi                | Bien culturel important | Enryaku-ji, musée des Beaux-Arts Kubosō, musée Egawa, collections privées                                                  | | ,       |
| Biographie illustrée du moine Shinran (親鸞聖人絵伝, Shinran shōnin eden)                                                      | Zenshin shōnin-e                 | Kakunyo Sōshō (éditeur), Jōga (peintre) | 1295                                        | 2                  |                     |                         | | Version originale datant d'octobre 1295, disparue de nos jours                                                                                   | [ 73 ]  |
| Biographie illustrée du moine Shinran (親鸞聖人絵伝, Shinran shōnin eden)                                                      | Zenshin shōnin Shinran eden      | | 1295                                        | 5                  | eden                | Bien culturel important | Senju-ji | Ne comptait probablement que deux rouleaux à l'origine, qui auraient été découpés en cinq                                                        | ,       |
| Biographie illustrée du moine Shinran (親鸞聖人絵伝, Shinran shōnin eden)                                                      | Version du Shōgan-ji             | | 1344                                        | 4                  | eden                | Bien culturel important | Shōgan-ji | | ,       |
| Biographie illustrée du moine Shinran (親鸞聖人絵伝, Shinran shōnin eden)                                                      | Version Hongan-ji shōnin den-e   | Kakunyo (éditeur), Enjaku (peintre), Sōshun (peintre) | 1343                                        | 4                  | eden                | Bien culturel important | Higashi Hongan-ji | | ,       |
| Biographie illustrée du moine Shinran (親鸞聖人絵伝, Shinran shōnin eden)                                                      | Version Kōgan                    | | 1346                                        | 4                  | eden                | Bien culturel important | Higashi Hongan-ji | | ,       |
| Biographie illustrée du moine Shinran (親鸞聖人絵伝, Shinran shōnin eden)                                                      | Zenshin shōnin-e (Version Rin-a) | | XIVe siècle                                 | 2                  | eden                |                         | Nishi-Hongan-ji | | [ 80 ]  |
| Rouleau illustré d'Obusuma Saburō (男衾三郎絵巻, Obusuma Saburō ekotoba)                                                       |                                  | | 1295 (environ)                              | 1                  | setsuwa             | Bien culturel important | Musée national de Tokyo | Au moins un second rouleau est perdu | [ 81 ]  |
| Rouleau enluminé du concours poétique sur les nouveaux sites célèbres d'Ise (伊勢新名所絵歌合, Ise shin-meiho-e uta-awase)     |                                  | | 1295                                        | 1                  | meisho, utaawase    | Bien culturel important | Sanctuaire d'Ise | Un autre rouleau devait exister auparavant | [ 82 ]  |
| Rouleaux illustrés des tengu (天狗草紙, Tengu-zōshi)                                                                           |                                  | | 1296                                        | 7                  | zōshi               | Bien culturel important | Musée national de Tokyo, musée Nezu, collections privées                                                                   | | ,       |
| Rouleaux illustrés du périple en Orient (東征伝絵巻, Tōsei-den emaki)                                                          |                                  | Rokurōbei Rengyō (peintre), Ninshō (éditeur) | 1298                                        | 5                  | eden                | Bien culturel important | Tōshōdai-ji | | [ 85 ]  |
| Histoire d'un peintre (絵師草紙, Eshi no sōshi)                                                                                |                                  | | XIIIe siècle (fin) ou XIVe siècle (début)   | 1                  | zōshi               | Bien culturel important | Musée des collections impériales                                                                                           | | [ 86 ]  |
| Rouleau illustré du roman de Sumiyoshi (住吉物語絵巻, Sumiyoshi monogatari emaki)                                              |                                  | Tosa Nagataka (peintre, incertain) | XIIIe siècle (fin) ou XIVe siècle           | 1                  | monogatari          | Bien culturel important | Musée national de Tokyo | Quatre fragments séparés du rouleau sont dispersés dans plusieurs collections. L'œuvre originale devait comporter plus de rouleaux               | [ 87 ]  |
| Rouleaux illustrés des portraits des empereurs, régents et ministres (天皇摂関影図巻, Tennō sekkan ei zukan)                   |                                  | | XIIIe siècle ou XIVe siècle                 | 2                  | nise-e              | Bien culturel important | Musée d'art Tokugawa | | ,       |
| Rouleau enluminé du concours poétique des artisans au Tōhokuin (東北院職人歌合絵卷, Tōhokuin shokunin utaawase emaki)          |                                  | | XIVe siècle (début)                         | 1                  | utaawase            | Bien culturel important | Musée national de Tokyo | | [ 90 ]  |
| Biographie illustré des cinq fondateurs de l'école Jōdo (浄土五祖絵伝, Jōdo goso eden)                                         |                                  | | 1305                                        | 1                  | eden                | Bien culturel important | Kōmyō-ji | | [ 91 ]  |
| Rouleau illustré de l'origine du sanctuaire de Tenjin de Matsuzaki (松崎天神縁起絵巻, Matsuzaki Tenjin engi emaki)             |                                  | | 1311                                        | 6                  | engi                | Bien culturel important | Hōfu Tenman-gū | | [ 92 ]  |
| Rouleaux illustrés de la fondation du sanctuaire Egara Tenjin (荏柄天神縁起, Egara Tenjin engi)                                |                                  | Fujiwara Yukinaga (peintre) | 1319                                        | 3                  | engi                | Bien culturel important | Maeda Ikutokukai | | [ 93 ]  |
| Biographie illustrée du Grand-Maître du mont Kōya (高野大師行状図絵, Kōya Daishi gyōjō zuga)                                   | Version en six rouleaux          | Kose no Ariyasu (peintre, incertain) | XIVe siècle                                 | 6                  | eden                | Bien culturel important | Jizō-in | | [ 94 ]  |
| Biographie illustrée du Grand-Maître du mont Kōya (高野大師行状図絵, Kōya Daishi gyōjō zuga)                                   | Version en dix rouleaux          | | 1319                                        | 10                 | eden                | Bien culturel important | Musée des beaux-arts Hakutsuru                                                                                             | D'autres versions existent | [ 95 ]  |
| Biographie illustrée du prince Shōtoku (聖徳太子絵伝, Shōtoku taishi eden)                                                     |                                  | | 1321                                        | 1                  | eden                | Bien culturel important | Musée préfectoral d'histoire d'Ibaraki                                                                                     | | [ 96 ]  |
| Biographie illustrée de Hōnen et Shinran (拾遺古徳伝, Shūi Kōtoku-den)                                                         |                                  | | 1323                                        | 9                  | eden                | Bien culturel important | Jōfuku-ji | | [ 97 ]  |
| Rouleaux illustrés de la guerre de Gosannen (後三年合戦絵巻, Go-sannen kassen emaki) (ou Ōshugosannenki, 奥州後三年記)         |                                  | Hidanokami Korehisa (peintre) | 1347                                        | 3                  | kassen              | Bien culturel important | Musée national de Tokyo | | [ 98 ]  |
| Biographie illustrée du moine Kakunyo (慕帰絵, Boki-e)                                                                         |                                  | Jūkaku (éditeur), Fujiwara Hisanobu, Fujiwara Takaaki, Fujiwara Takamasa, Shami Nyoshin (peintres), Asukai Sōsei, Sanjō Kintada, Ichijō Sanemura, Rokujō Arimitsu, Shōjō Tameshige, Kanshin Ajari, Saki-no-Hyōenosuke Korekane (calligraphes) | 1351                                        | 10                 | eden                | Bien culturel important | Nishi-Hongan-ji | | ,       |
| Rouleaux illustrés de Zegaibō (是害房絵詞, Zegaibō ekotoba)                                                                    |                                  | | 1354 (incertain)                            | 2                  | zōshi               | Bien culturel important | Manshu-in | Plusieurs versions existent. La plus ancienne, de nos jours perdue, daterait de 1308                                                             | ,       |
| Biographie illustrée de Kōbō Daishi (弘法大師行状絵詞, Kōbō Daishi gyōjō ekotoba)                                              |                                  | | 1374-1399                                   | 12                 | eden                | Bien culturel important | Tō-ji | | [ 103 ] |
| Rouleaux illustrés des bienfaits du mantra de la lumière (光明真言功徳絵詞, Kōmyō Shingon kudoku ekotoba)                      |                                  | | 1398                                        | 3                  | kyu-ten             | Bien culturel important | Myōō-in | | [ 104 ] |
| Rouleau enluminé des Notes de chevets (枕草子絵巻, Makura no sōshi emaki)                                                      |                                  | | XIVe siècle (début)                         | 1                  | nikki               | Bien culturel important | Collection privée | | [ 105 ] |
| Rouleau illustré de Tsuchigumo (土蜘蛛草紙, Tsuchigumo no sōshi emaki)                                                         |                                  | | XIVe siècle (début)                         | 1                  | otogi-zōshi         | Bien culturel important | Musée national de Tokyo | | [ 106 ] |
| Rouleaux illustrés des miracles de Chigo Kannon (稚児観音縁起, Chigo Kannon engi)                                              |                                  | | XIVe siècle (début)                         | 1                  | engi                | Bien culturel important | Collection privée | | [ 107 ] |
| Rouleau illustré du conte de Nayotake (なよ竹物語絵巻, Nayotake monogatari emaki)                                              |                                  | | XIVe siècle (début)                         | 1                  | monogatari          | Bien culturel important | Kotohira-gū | Incomplet | ,       |
| Rouleaux illustrés de l'histoire du Ishiyama-dera (石山寺縁起絵巻, Ishiyama-dera engi emaki)                                   | Version originale                | Takashina Takakane (incertain), Awatagushi Ryūkō (incertain), Tosa Mitsunobu, Tani Bunchō (peintres), Sanjōnishi Sanetaka (calligraphe) | XIVe siècle                                 | 7                  | engi                | Bien culturel important | Ishiyama-dera | Seuls quatre des sept rouleaux sont originaux, les autres étant des copies ultérieures                                                           | [ 110 ] |
| Rouleaux enluminés des légendes du Dōjō-ji (道成寺縁起絵巻, Dōjō-ji engi emaki)                                                |                                  | | XIVe siècle                                 | 2                  | setsuwa             | Bien culturel important | Dōjō-ji | | [ 111 ] |
| Rouleaux illustrés des origines de Fudōri (不動利益縁起絵巻, Fudō Riyaku engi emaki)                                           |                                  | | XIVe siècle                                 | 1                  | engi                | Bien culturel important | Musée national de Tokyo | | [ 112 ] |
| Portraits de l'empereur et de nobles au palais (中殿御会図, Chūden gyokai-zu)                                                  |                                  | | XIVe siècle (milieu)                        | 1                  | nise-e              | Bien culturel important | Collection privée | Copie d'un rouleau aujourd'hui disparu | ,       |
| Rouleau illustré d'une visite de l'empereur à une course de chevaux (駒競行幸絵詞, Komakurabe gyōkō emaki)                     |                                  | | XIVe siècle                                 | 1                  |                     | Bien culturel important | Musée d'art Seikadō Bunko, musée des Beaux-Arts Kubosō                                                                     | De nos jours séparé en deux parties | ,       |
| Rouleaux illustré des légendes du sanctuaire Hakone-gongen (箱根権現縁起, Hakone gongen engi)                                  |                                  | | XIVe siècle                                 | 1                  | engi                | Bien culturel important | Hakone-jinja | | [ 117 ] |
| Rouleau illustré du conte d'Haseo (長谷雄草紙, Haseo zōshi)                                                                    |                                  | | XIVe siècle                                 | 1                  | zōshi               | Bien culturel important | Collection privée | | [ 118 ] |
| Rouleau illustré des événements tragiques au temple d'Inaba Dōyakushi (因幡堂薬師縁起絵巻, Inaba-dō engi emaki)                |                                  | | XIVe siècle                                 | 1                  | engi                | Bien culturel important | Musée national de Tokyo | | [ 119 ] |
| Rouleaux illustrés des miracles de Kangiten (歓喜天霊験記, Kangiten reigen ki)                                                 |                                  | | XIVe siècle                                 | 2                  | engi                | Bien culturel important | musée national de Tokyo | | ,       |
| Rouleaux illustrés de l'origine de l'école yūzū nembutsu (融通念仏縁起, Yūzū nembutsu engi emaki)                              | Version du Seiryō-ji             | Tosa Yukihide (peintre, incertain) | XVe siècle                                  | 2                  | engi                | Bien culturel important | Seiryō-ji | La plus ancienne version datant d'environ 1314 est perdue.                                                                                       | [ 122 ] |
| Rouleaux illustrés de l'origine de l'école yūzū nembutsu (融通念仏縁起, Yūzū nembutsu engi emaki)                              | Version de Tosa Mitsunobu        | Tosa Mitsunobu (peintre) | XVe siècle                                  | 2                  | engi                | Bien culturel important | Eikan-dō Zenrin-ji | | [ 123 ] |
| Rouleaux illustrés de l'origine de l'école yūzū nembutsu (融通念仏縁起, Yūzū nembutsu engi emaki)                              | Version d'Osaka                  | | 1391                                        | 2                  | engi                | Bien culturel important | Musée d'histoire d'Osaka                                                                                                   | | [ 124 ] |
| Rouleaux illustrés de l'origine de l'école yūzū nembutsu (融通念仏縁起, Yūzū nembutsu engi emaki)                              | Version de l'Anraku-ji           | | XIVe siècle                                 | 1                  | engi                | Bien culturel important | Anraku-ji | | [ 125 ] |
| Rouleaux illustrés de l'origine de l'école yūzū nembutsu (融通念仏縁起, Yūzū nembutsu engi emaki)                              | Version aux États-Unis           | | XIVe siècle                                 | 2                  | engi                |                         | Art Institute of Chicago, Cleveland Museum of Art                                                                          | | ,       |
| Rouleau illustré de Zenkyōbō (善教房絵詞, Zenkyōbō ekotoba)                                                                    |                                  | | XIVe siècle                                 | 1                  | eden                | Bien culturel important | Musée d'art Suntory | | [ 128 ] |
| Rouleau illustré d'un conte inconnu (矢田地蔵縁起, Monogatari emaki)                                                           |                                  | | XIVe siècle                                 | 1                  | monogatari          | Bien culturel important | Musée d'art Tokugawa | Douze fragments subsistant | [ 94 ]  |
| Conte illustrée de la renaissance au paradis (紙本著色破来頓等絵巻, Yareko tontō ekotoba)                                      |                                  | | XIVe siècle                                 | 1                  |                     | Bien culturel important | Musée d'art Tokugawa | Fragment | [ 129 ] |
| Rouleaux illustrés des légendes de Yata Jizō (矢田地蔵縁起, Yata Jizō engi emaki)                                              |                                  | | XIVe siècle                                 | 2                  | engi                | Bien culturel important | Yata-dera | | [ 130 ] |
| Rouleau illustré sur la célébration Toyo-no-akari (豊明絵草紙, Toyo-no-akari-e zōshi)                                          |                                  | | XIVe siècle                                 | 1                  | Rites et cérémonies | Bien culturel important | Maeda Ikutokukai | | [ 131 ] |
| Rouleaux illustrés des Trente-six moines poètes (釈教三十六歌仙絵巻, Shakkyō sanjūrokkasen emaki)                              |                                  | | XIVe siècle                                 | 1                  | nise-e              | Bien culturel important | Musée national de Tokyo | | [ 132 ] |
| Rouleaux illustrés du conte du mont Ōe (大江山絵詞, Ōe-yama ekotoba)                                                           |                                  | | XIVe siècle                                 | 2                  | setsuwa             | Bien culturel important | Musée des Beaux-Arts Itsuō                                                                                                 | | [ 133 ] |
| Rouleau illustré de la visite impériale à Ono (小野雪見御幸絵卷, Ono no yukimi gokō emaki)                                     |                                  | Fujiwara Tsunetaka (peintre, incertain) | XIVe siècle                                 | 1                  | autres              | Bien culturel important | Université des arts de Tokyo                                                                                               | | [ 134 ] |
| Rouleaux illustrés de Naomoto et de l'empereur Murakami (直幹申文絵詞, Naomoto mōshibumi ekotoba)                              |                                  | Tosa Mitsuaki (peintre, incertain) | XIVe siècle                                 | 1                  | setsuwa             | Bien culturel important | Musée d'art Idemitsu | | ,       |
| Rouleaux illustrés des légendes de Jingū Kōgō (神功皇后縁起絵巻, Jingū Kōgō engi)                                              |                                  | | 1433                                        | 2                  | engi                | Bien culturel important | Musée d'histoire d'Osaka                                                                                                   | Appartient au Konda Hachiman-gū | [ 137 ] |
| Rouleaux illustrés sur la fondation du sanctuaire Konda Hachiman-gū (誉田宗庿縁起絵巻, Konda sōbyō engi emaki)                 |                                  | | 1433                                        | 3                  | engi                | Bien culturel important | Konda Hachiman-gū | | ,       |
| Rouleaux illustrés de la fondation du Seikō-ji (星光寺縁起絵, Seikō-ji engi emaki)                                             |                                  | Tosa Mitsunobu (peintre), Sanjōnishi Sanetaka (calligraphe) | 1487                                        | 2                  | engi                | Bien culturel important | Musée national de Tokyo | Il est possible que cette version soit en fait une copie contemporraine de l'œuvre de Tosa Mitsunobu et Sanjōnishi Sanetaka                      | [ 140 ] |
| Rouleaux illustrés de la guerre des bouddhas et des démons (鬼軍絵巻, Bukki-gun emaki)                                         |                                  | | XVe siècle                                  | 1                  | zōshi               | Bien culturel important | Musée national de Kyoto | | [ 141 ] |
| Rouleaux illustrés sur l'histoire de Fukutomi (福富草紙, Fukutomi zōshi)                                                       |                                  | | XVe siècle                                  | 2                  | otogi-zōshi         | Bien culturel important | Myōshin-ji | | [ 142 ] |
| Rouleaux illustrés de l'histoire de Fudō en larmes (泣不動縁起絵巻, Naki Fudō engi emaki)                                      |                                  | | XVe siècle                                  | 1                  | engi                | Bien culturel important | Shōjōke-in | | [ 143 ] |
| Rouleau illustré de festival (祭礼草紙, Sairei zōshi)                                                                          |                                  | | XVe siècle                                  | 1                  | Rites et cérémonie  | Bien culturel important | Maeda Ikutokukai | | [ 144 ] |
| Rouleaux illustrés de la fondation du Seiryō-ji (釈迦堂縁起, Seiryō-ji engi)                                                   |                                  | Kanō Motonobu (peintre) | 1515                                        | 6                  | engi                | Bien culturel important | Seiryō-ji | | [ 145 ] |
| Rouleaux illustrés des événements funestes du temple de Kiyomizudera (清水寺縁起絵巻, Kiyomizu-dera engi emaki)                |                                  | Tosa Mitsunobu (peintre), Sanjō Saneka, Kanroji Motonaga (calligraphes) | 1517                                        | 3                  | engi                | Bien culturel important | Musée national de Tokyo | | [ 146 ] |
| Rouleaux illustrés de la fondation du Shinnyo-dō (真如堂縁起絵巻, Shinnyo-dō engi emaki)                                       |                                  | Kamon-no-suke Hisakuni (peintre) | 1524                                        | 3                  | engi                | Bien culturel important | Shinshōgokuraku-ji | | ,       |
| Rouleaux illustrés de l'histoire du temple Kuwanomi (桑実寺縁起, Kuwanomi-dera engi emaki)                                     |                                  | Tosa Mitsumochi (peintre) | 1532                                        | 2                  | engi                | Bien culturel important | Kuwanomi-dera | | ,       |
| Rouleaux illustrés des légendes du Daibutsu (東大寺大仏縁起, Daibutsu engi emaki)                                              |                                  | Shiba Rinken (peintre) | 1536                                        | 3                  | engi                | Bien culturel important | Tōdai-ji | | [ 151 ] |
| Rouleaux enluminés de la procession nocturne des cent démons (百鬼夜行絵巻, Hyakki yagyō emaki)                                |                                  | Tosa Mitsunobu (peintre, incertain) | XVIe siècle                                 | 1                  | otogi-zōshi         | Bien culturel important | Daitoku-ji | Une soixantaine de versions ou copies existent                                                                                                   | ,       |
| Rouleau du voyage en Chine du ministre Kibi (吉備大臣入唐絵巻, Kibi Daijin nittō emaki)                                        |                                  | | XIIe siècle (fin)                           | 1                  | setsuwa             |                         | Musée des beaux-arts de Boston                                                                                             | De nos jours séparé en quatre parties. Originellement le plus long emaki connu (2 440,8 cm)                                                      | ,       |
| Nenjū gyōji emaki (年中行事絵巻, Nenjū gyōji emaki)                                                                            |                                  | | XIIe siècle (seconde moitié)                | 60 (environ)       | rites et cérémonies |                         | | Disparu, subsiste des copies partielles dans plusieurs collections                                                                               | [ 156 ] |
| Rouleaux illustrés des miracles des divinités shinto de Kasuga (春日権現験記絵, Kasuga gongen genki-e)                         |                                  | Takashina Takakane (peintre), Takatsukasa Mototada (calligraphe) | 1309                                        | 20                 | engi                |                         | Musée des collections impériales                                                                                           | Sur soie | [ 157 ] |
| Rouleau sur les mérites comparés du saké et du riz (酒飯論絵巻, Shuhanron emaki)                                               |                                  | Kanō Motonobu (peintre, incertain) | XVIe siècle (première moitié)               | 1                  | setsuwa             |                         | | Œuvre originale disparue, une vingtaine de copies ou version alternatives subsistent                                                             | ,       |
| Rouleau illustré des miracles de Jizō (地蔵縁起絵巻, Jizō engi emaki)                                                          |                                  | Kose Ariie (peintre, incertain) | XIVe siècle                                 | 1                  | engi                |                         | Musée national de Tokyo | | [ 160 ] |
| Rouleaux illustrés des légendes de Shūkongōshin (執金剛神縁起, Shūkongōshin engi)                                              |                                  | Tosa Mitsuoki (peintre, incertain) | XVe siècle                                  | 3                  | engi                |                         | Tōdai-ji | | [ 161 ] |
| Rouleau illustré de la guerre des Yūki (結城合戦絵詞, Yūki kassen ekotoba)                                                     |                                  | | XVe siècle                                  | 1                  | kassen              |                         | Musée national d'histoire japonaise                                                                                        | | [ 162 ] |
| Biographie illustrée de Nichiren (日蓮聖人註画讃, Nichiren shōnin chūga-san)                                                   |                                  | Kubota Tōtai (peintre) | 1536                                        | 5                  | eden                |                         | Honkoku-ji | Un ou des emaki plus anciens sur le sujet existaient auparavant                                                                                  | [ 163 ] |
| Rouleaux illustrés de la fondation du Nigatsu-dō (二月堂縁起絵巻, Nigatsu-dō engi emaki)                                       |                                  | | 1545                                        | 2                  | engi                |                         | Tōdai-ji | | ,       |
| Rouleau illustré du conte des singes (猿草子絵巻, Saru no sōshi emaki)                                                         |                                  | | 1570-1590                                   | 1                  | otogi-zōshi         |                         | British Museum | | [ 166 ] |
| Rouleaux illustrés de la fondation sur Taima-dera (當麻寺縁起絵巻, Taima-dera engi emaki)                                      |                                  | Tosa Mitsumochi (peintre) | XVIe siècle                                 | 3                  | engi                |                         | Taima-dera | | [ 167 ] |
| Rouleaux illustrés d'Ashibiki (足曳絵巻, Ashibiki emaki)                                                                       |                                  | | XVIe siècle                                 | 5                  | setsuwa             |                         | Musée des Beaux-Arts Itsuō                                                                                                 | | [ 168 ] |
| Rouleau illustré de bakemono (化物草子, Bakemono zōshi)                                                                        | Version au Japon                 | | XVIe siècle                                 | 1                  | otogi-zōshi         |                         | Collection privée | | [ 169 ] |
| Rouleau illustré de bakemono (化物草子, Bakemono zōshi)                                                                        | Version à Boston                 | Tosa Mitsunobu (peintre, incertain) | 1500 (environ)                              | 1                  | otogi-zōshi         |                         | Musée des beaux-arts de Boston                                                                                             | | ,       |
| Rouleaux de dessins de cent yōkai (百怪図巻, Hyakkai zukan)                                                                    |                                  | Sawaki Sūshi (peintre) | 1737                                        | 2                  | otogi-zōshi         |                         | Musée de la ville de Fukuoka                                                                                               | | [ 172 ] |
| Tosa obake zōshi (土佐お化け草紙)                                                                                              |                                  | | Époque d'Edo                                | 2                  | zōshi               |                         | Comité d'Éducation de la ville de Sakawa, collection privée                                                                | | [ 173 ] |
| Rouleau du concours de pets (屁合戦絵巻, He-gassen emaki)                                                                      |                                  | | 1864                                        | 1                  | otogi-zōshi         |                         | Bibliothèque de l'Université Waseda                                                                                        | | [ 174 ] |
| Rouleaux illustrés du Ibuki-doji (伊吹童子絵巻, Ibuki-doji emaki)                                                              |                                  | | XVIIe siècle (fin) ou XVIIIe siècle (début) | 4                  | zōshi               |                         | British Museum | | [ 175 ] |
| Rouleaux illustrés sur la fondation du temple Tsukimine-dera (槻峯寺建立修行緣起絵卷, Tsukimine-dera konryū shugyō engi emaki) |                                  | Tosa Mitsunobu (peintre), Kinnbatsu Fujiwara (calligraphe) | 1495                                        | 2                  | engi                |                         | Freer Gallery of Art | | ,       |

### Rouleaux enluminés
- Rouleaux illustrés du Dit du Genji (le plus ancien: du XIIe siècle)
- Rouleau des maladies (XIIe siècle)
- Rouleau des êtres affamés (XIIe siècle)
- Rouleaux des légendes du mont Shigi (XIIe siècle)
- Ban dainagon ekotoba (Rouleaux enluminés du grand courtisan Tomo no Yoshio, ou Histoire de Ban dainagon) (XIIe siècle)
- Rouleaux des enfers (fin XIIe siècle)
- Roman enluminé du roman de Nezame (fin XIIe siècle)
- Chōjū-giga (Rouleaux enluminés des hommes et des animaux en folie) (XIIe – XIIIe siècle
- Rouleaux enluminés du journal intime de Murasaki Shikibu (XIIIe siècle)
- Rouleaux illustrés du Dit de Heiji (XIIIe siècle)
- Rouleaux enluminés de la procession nocturne des cent démons (entre le XVIe et le  XIXe siècle)